# Adriaan Kruisheer
Adriaan Kruisheer (Almere, 7 oktober 1997) is een Nederlands voetballer die voor DVS '33 Ermelo speelt.

## Carrière
Adriaan Kruisheer speelde in de jeugd van Almere City FC, waar hij van 2016 tot 2018 met Jong Almere in de Derde divisie speelde. In januari 2018 vertrok hij naar PS Kemi, uitkomend op het hoogste niveau van Finland, waar hij een contract voor twee jaar tekende. Hij debuteerde op 2 februari 2018 in de met 1-2 gewonnen bekerwedstrijd tegen RoPS Rovaniemi. In zijn tweede en laatste wedstrijd voor PS Kemi, de met 2-2 gelijkgespeelde bekerwedstrijd tegen Musan Salama op 11 februari 2018, scoorde hij in de 90+4e de gelijkmaker. Na deze wedstrijd vertrok hij uit Finland vanwege niet nagekomen afspraken. Na een proefperiode bij Jong FC Utrecht sloot hij in het seizoen 2018/19 bij Sparta Nijkerk aan. Hier speelde hij tot 2020. Sindsdien is hij actief voor DVS '33 Ermelo.

### Statistieken
| Seizoen                       | Club                | Land           | Competitie             | Competitie | Competitie | Beker | Beker | Totaal | Totaal |
| Seizoen                       | Club                | Land           | Competitie             | Wed.       | Dlp.       | Wed.  | Dlp.  | Wed.   | Dlp.   |
| ----------------------------- | ------------------- | -------------- | ---------------------- | ---------- | ---------- | ----- | ----- | ------ | ------ |
| 2016/17                       | Jong Almere City FC | Nederland      | Derde divisie Zaterdag | 15         | 0          | –     | –     | 15     | 0      |
| 2017/18                       | Jong Almere City FC | Nederland      | Derde divisie Zaterdag | 17         | 5          | –     | –     | 17     | 5      |
| 2018                          | PS Kemi             | Finland        | Veikkausliiga          | 0          | 0          | 2     | 1     | 2      | 1      |
| 2018/19                       | VV Sparta Nijkerk   | Nederland      | Za. Hoofdklasse B      | ?          | ?          | –     | –     | ?      | ?      |
| 2019/20                       | VV Sparta Nijkerk   | Nederland      | Derde divisie Zaterdag | 20         | 5          | 3     | 0     | 23     | 5      |
| 2020/21                       | DVS '33 Ermelo      | Nederland      | Derde divisie Zaterdag | 5          | 0          | 1     | 0     | 6      | 0      |
| Carrièretotaal                | Carrièretotaal      | Carrièretotaal | Carrièretotaal         | 57         | 10         | 6     | 1     | 63     | 11     |
| Bijgewerkt op 18 januari 2021 |                     |                |                        |            |            |       |       |        |        |